# باشگاه فوتبال لیورپول در رقابت‌های جهانی
باشگاه فوتبال لیورپول یک باشگاه فوتبال حرفه‌ای در اتحادیه فوتبال اروپا (یوفا) است. از سال ۱۹۶۴، آنها چهارده جام اروپایی و جهانی کسب کرده‌اند، یعنی بیش از هر باشگاه انگلیسی دیگر. اینها شامل شش لیگ قهرمانان یوفا (که پیش‌تر به‌عنوان جام باشگاه‌های اروپا شناخته می‌شد)، سه لیگ اروپا (جام یوفا پیشین)، چهار سوپرجام اروپا و یک جام باشگاه‌های جهان است.